# ハンス・ウィンド
ハンス・ヘンリック・ウィンド（Hans Henrik Wind、1919年7月30日 - 1995年7月24日）は、フィンランドの軍人。スウェーデン系フィンランド人。エース・パイロット。マンネルヘイム十字勲章を2度受章。愛称は「ハッセ」”Hasse”で、このため彼について「ハッセ・ウィンド」と記載する文献も見られる。ソビエト連邦との継続戦争時に活躍、75機の確認戦果を持つ（出撃回数302回）。これはフィンランド空軍第2位のスコアである。

## 戦歴
パイロットに志願、1939年予備士官となるが、冬戦争中は航空機不足のため参戦の機会はなかった。
1941年6月、正規の戦闘機パイロットを目指し士官学校を修了。8月、ブリュースター バッファロー（フィンランド空軍での呼称はブルーステル）装備の第24戦隊に配属される。
同年9月27日、ポリカルポフI-15を相手に初撃墜を記録（共同撃墜）。翌1942年3月29日、ポリカルポフR-5（共同撃墜）で通算撃墜数5機に達し、エースとなる。その後着実に経験を積み、8月14日にはハリケーン2機、8月18日にはハリケーン1機とI-16を2機の計3機を1日で撃墜するなど戦果を重ねた。
1942年11月、ルーッカネン少佐の第30戦隊長転任とともに、第1中隊長の職を一時引き継ぎ、その後第3中隊長となる。この間、5月4日には1日の出撃でシュトルモビクを3機、I-153を1機の計4機を落とす活躍をしている。7月31日には、最初のマンネルヘイム十字章を受章。10月19日、大尉に昇進。
1944年3月21日、ウィンドはブルーステルでの最後の戦果（La-5）を上げる。ここまでの通算は39機で、フィンランド空軍中ブルーステルでの戦果は第1位。その過半はBW-393号機で上げたもので、これは42年11月までは主にルーッカネンが搭乗していた機体だった。両エースが愛機としたため、同機は個別のブルーステルの中では最多の撃墜数（41機）を持つ殊勲機となった。
その後、第24戦隊は第34戦隊から譲り受けたメッサーシュミットBf109G-2に機種転換。ウィンドも「メルス（フィンランド空軍でのBf109の呼称）」MT-201号機に乗り換え、スコアを重ねる（同機で11機撃墜）。奇しくも、このMT-201号機も第34戦隊でルーッカネン少佐が愛用していた機体で、やはりフィンランド空軍のメルス中で最多の固有撃墜数（32.5機）を持つことになった。
1944年6月には、メッサーシュミットBf109G-6、MT-439号機に乗り換える。ウィンドの空戦術にはさらに磨きが掛かり、6月19日に3機、6月20日には5機、22日に3機、23日には4機、26日、28日にもそれぞれ5機と、10日間のうちに25機という大量撃墜を果たした。しかし、この6月28日の空戦で重傷を負い、基地までなんとか帰投したものの、そのまま病院で戦争終結を迎えることとなった。列機のニルス・カタヤイネンは、この日は難を逃れたものの、1週間後にやはり重傷を負ってウィンドと同じ病院に担ぎ込まれた。ウィンドはこの6月28日付で、2度目のマンネルヘイム十字章を受章。同勲章を2度受章したのはフィンランド全軍で4人、パイロットではイルマリ・ユーティライネンとウィンドのみである。メルスでの通算戦果は36機。
1945年10月10日に軍を退役した。以後経営学を学び、製粉業界などでビジネスマンとして経営を歴任した。妻との間に5人の子を儲けた。

## 参考書籍
- カリ・ステンマン、カレヴィ・ケスキネン、『第二次大戦のフィンランド空軍エース』、大日本絵画
- イルマリ・ユーティライネン（訳：梅本弘）、『フィンランド空軍戦闘機隊』、大日本絵画、1997
- 中山雅洋ほか　『第2次大戦　世界の戦闘機隊』、酣燈社
- Kalevi Keskinen, Kari Stenman, Klaus Niska, "FINNISH FIGHTER ACES", Apali Oy, 1994
- Kalevi Keskinen, Kari Stenman, Klaus Niska, "BREWSTER MODEL 239", Apali Oy, 1995
- Kalevi Keskinen, Kari Stenman, Klaus Niska, "MESSERSCHMITT BF109G", AR-KUSTANNUS OY, 1991
- Ossi Juntunen, Hans "Hasse" Wind - René Fonck of WW2（"Finnish Fighter Ace") http://www.saunalahti.fi/~fta/finace02.htm